# Не та женщина
«Не та женщина» (англ. The Wrong Woman) — кинофильм Дугласа Джексона.
Первоначально фильм снимался для телевидения и впервые был показан на CBS 26 марта 1996 года.

## Сюжет
Молодая женщина Мелани, узнав об измене мужа, приезжает в небольшой городок, где устраивается временной секретаршей в крупной строительной компании. Вскоре она оказывается главной подозреваемой в деле об убийстве владельца компании.
Загнанная в угол, Мелани вынуждена сама искать убийцу. Потому как порой самое лучшее алиби для невиновного — настоящий преступник.

## В ролях
- Нэнси МакКеон — Мелани
- Мишель Скарабелли - Кристин Хэнли
- Челси Филд — Маргарет
- Гэри Хадсон — лейтенант Найджел
- Стивен Шеллен — Том Хэнли
- Лаймэн Уорд — Джo Слейд
- Доротея Берриман - Джадж
- Роберт Морелли - Моретти